# Феоклит (Рокас)
Митрополи́т Феокли́т (греч. Μητροπολίτης Θεόκλητος, в миру Михаи́л Ро́кас, греч. Μιχαήλ Ρόκας; 2 января 1939, остров Халки, Принцевы острова — 22 апреля 2004, Стамбул) — епископ Константинопольской православной церкви, митрополит Метрский и Афирский.

## Биография
21 января 1963 года в Свято-Троицкой церкви ректором Халкинской богословской школы митрополитом Ставропольским Максимом (Репанеллисом) был рукоположён в сан диакона.
Окончив Богословскую школу на острове Халки, был 23 июля 1964 года назначен третьим патриаршим диаконом.
26 ноября 1970 года был возведён в достоинство великого архидиакона.
17 мая 1977 года был избран титулярным епископом Севастийским.
19 мая 1977 года в Патриаршем храме святого Георгия на Фанаре был возведён в сан пресвитера митрополитом Ставропольским Максимом (Репанеллисом).
22 мая 1977 года в Патриаршем храме святого Георгия на Фанаре состоялась его епископская хиротония, которую совершили: митрополит Халкидонский Мелитон (Хадзис), митрополит Ставропольский Максим (Репанеллис) и митрополит Филадельфийский Варфоломей (Архондонис).
5 февраля 1987 года назначен титулярным епископом Амфипольским.
8 июля 1993 года избран митрополитом Метрским и Афирским. Служил главой округа Татавла Константинопольской архиепископии.
Скончался 22 апреля 2004 года после долгой и тяжёлой болезни. 24 апреля в Патриаршем храме святого Георгия на Фанаре Патриарх Константинопольский Варфоломей совершил его отпевание. Похоронен на кладбище святого Елевферия в Татавле.